# Ipiranga 165
Ipiranga 165 est un gratte-ciel résidentiel de 130 mètres de hauteur construit à São Paulo en 1968.
À son inauguration c'était l'un des dix plus haut immeubles de São Paulo. 
Le bâtiment abritait un hôtel Hilton jusqu'en décembre 2004 et abrite aujourd'hui un palais de justice.